# Kapsułkowanie

Kapsułkowanie datagramu UDP w modelu TCP/IP.

Kapsułkowanie (lub enkapsulacja, od ang. encapsulation) – termin odnoszący się do struktury protokołu komunikacyjnego, np. opartego na modelu OSI lub modelu TCP/IP. Kapsułkowanie polega na umieszczeniu w całości struktury danych z warstwy wyższej w polu danych struktury danych warstwy niższej po stronie nadawczej, a więc przed wysłaniem pakietu telekomunikacyjnego (datagramu, ramki) w sieciach pakietowych. Po stronie odbiorczej wykonywane jest działanie odwrotne (tzw. dekapsulacja), prowadzące do wyodrębnienia danych warstwy najwyższej przenoszącej dane użytkowe (zwanej warstwą aplikacji) z danych warstw niższych.